# Portage (New York)
Pour les articles homonymes, voir Portage.
Portage est une ville du comté de Livingston, dans l'État de New York, aux États-Unis. En 2010, elle comptait une population de 884 habitants.

## Démographie
Lors du recensement de 2010, la ville comptait une population de 884 habitants. Elle est estimée, en 2016, à 855 habitants.